# Джон Харсані
Джон (Янош) Чарльз Харсані (англ. John Charles Harsanyi, угор. Harsányi János Károly; 29 травня 1920, Будапешт - 9 серпня 2000, Берклі, штат Каліфорнія) — американський економіст угорського походження, лауреат Нобелівської премії з економіки 1994 року «за фундаментальний аналіз рівноваги в теорії некооперативних ігор».
Був єдиною дитиною в єврейській сім'ї, що прийняла католицизм. Батько — фармацевт, мати — домогосподарка. Навчався в Лютеранській гімназії, серед випускників якої також був Джон фон Нейман. В 1944 році втратив студентську відстрочку від армії і, в силу єврейського походження, був направлений в розташований в Югославії трудовий батальйон. Втік, коли через 7 місяців батальйон був відправлений у концентраційний табір.
Закінчив Будапештський університет. Ступінь доктора отримав в Стенфорді. Викладав в Австралійському національному університеті (Канберра), університеті Вейн Стейт ( Детройт), Каліфорнійському університеті.